# چارلز اف. استیونز
چارلز اف. استیونز (انگلیسی: Charles F. Stevens؛ زادهٔ ۱ ژانویهٔ ۱۹۳۴) دانشمند در زمینه علوم اعصاب اهل ایالات متحده آمریکا است.